# Hidróxido de calcio
El hidróxido de calcio, dihidróxido de calcio o cal hidratada (otros sinónimos: hidrato de cal, cal apagada, cal muerta, cal aérea apagada, cal de construcción, cal química, cal fina, cal de albañilería, flor de cal, cal Viena) con fórmula Ca(OH)2, se obtiene por hidratación del óxido de calcio (cal viva) en unos equipos denominados hidratadores.
También se puede obtener, como subproducto procedente de residuos cálcicos de procesos de fabricación de diversas sustancias, por precipitación de la mezcla de una solución de cloruro de calcio con una de hidróxido de sodio o haciendo reaccionar carburo de calcio con agua. En este último caso, durante el proceso se libera acetileno, que se aprovecha para las lámparas o equipos de  soldadura autógena, u oxicorte que funcionan con este gas.
Si se calienta a 512 °C, el hidróxido de calcio se descompone en óxido de calcio y agua. La solución de hidróxido de calcio en agua es una base fuerte que reacciona violentamente con ácidos y ataca varios metales. Se enturbia en presencia de dióxido de carbono por la precipitación de carbonato de calcio.

## Apagado de la cal
El óxido de calcio (CaO) obtenido en la calcinación de la caliza reacciona inmediatamente con el agua, transformándose en hidróxido de calcio (Ca(OH)2). Este fenómeno se conoce como hidratación o apagado de la cal viva (CaO).
En el apagado se libera una gran cantidad de calor según la siguiente reacción:
{\displaystyle {\ce {CaO + H2O -> Ca(OH)2 + calor}}}
El apagado de la cal viva puede hacerse de tres formas:
- Apagado con poca agua: se llama hidratación seca y se hace con la cantidad estequiométrica de agua. El producto obtenido es un polvo seco.

- Apagado con una cantidad media de agua: se hace con una inmersión o inundación de la cal con el agua. El producto resultante es la cal en pasta.[4]

- Apagado con abundante agua: Se obtiene la suspensión o lechada de cal.

El hidróxido de calcio ocupa un volumen, aproximadamente, un 20 % mayor que el correspondiente al óxido de calcio original, por lo que se produce un efecto expansivo, de tal modo que un terrón de cal viva se transforma en cal hidratada pulverulenta o en una pasta más o menos consistente de acuerdo con la cantidad de agua utilizada para el apagado.
Los procesos modernos de fabricación industrial de la cal apagada consiguen el apagado total de la cal viva.
Como información adicional, el hidróxido de calcio absorbe el dióxido de carbono del aire (recarbonatación) para formar carbonato de calcio (que es un material común en la naturaleza), cerrándose así el denominado Ciclo de la Cal.

## Aplicaciones de la cal hidratada
La cal hidratada se emplea en:

### Industria
- Metalúrgica: En la producción de magnesio se pueden utilizar dos tipos de procesos de fabricación: proceso electrolítico o proceso de reducción térmica, en el proceso electrolítico se utiliza cal hidratada.

- Química: En mezclas de pesticidas; en el proceso para la neutralización de ácido sobrante, en la industria petrolera; en la manufactura de aditivos para el petróleo crudo; en la industria petroquímica para la manufactura de aceite sólido; en la manufactura de estereato de calcio; como rellenante y como materia prima para la obtención de carbonato de calcio precipitado (CCP o PCC).

- Industrias alimentarias:

1. Industria azucarera (en concreto en el azúcar de caña)
2. Ostricultura
3. Piscicultura
4. Industria láctea
5. Fabricación de colas y gelatinas
6. Conservación de frutas y verduras: Para la eliminación del exceso de CO2 en las cámaras de atmósfera controlada (AC) para la conservación de frutas y verduras (también flores)
7. Tratamiento del trigo y del maíz: Componente para la nixtamalización del maíz para producir tortillas.
8. Fabricación de la sal: Para librar una salmuera de carbonatos de calcio y magnesio en la manufactura de sal de mesa.
9. Para el procesamiento de agua para bebídas alcohólicas y carbonatadas

- Farmacopea

- Cosmética

- Industria papelera[6]

- Manufactura de discos de freno

- Manufactura de ebonita

- Material odontológico y dental: Material de tratamiento de los conductos radiculares Endodoncia o protección pulpar directa o indirecta en caso de restauraciones coronarias dentales [operatoria dental]

### Construcción
En el campo de la construcción se utiliza la cal hidráulica la cual es mezclada con un aproximado de 20 % de arcilla para que fragüe de manera parecida a la del cemento.
- Infraestructuras: En estabilización de suelos para mejorar las propiedades de los suelos arcillosos y en mezclas bituminosas en caliente para aumentar su durabilidad.

- Edificación: En morteros de cal,[8] encalados, pinturas (para la preparación de mezclas secas para pintura y decoración, y como pintura para muchas canchas de deportes como el fútbol y el tenis), estucos y prefabricados de cal (piedra artificial de cal y bloques de tierra comprimida).

### Protección ambiental
- Tratamiento de aguas potables (potabilización): Se emplea para ablandar, purificar, eliminar turbiedad, neutralizar la acidez y eliminar la sílice y otras impurezas con el fin de mejorar la calidad del agua que consumen las personas.

- Tratamiento de aguas residuales: La cal se utiliza, de manera muy habitual, en los tratamientos convencionales químicos de aguas residuales industriales, básicamente, de carácter inorgánico.

La cal es un álcali fácilmente disponible, que es utilizado ampliamente en el tratamiento o línea de lodos en las plantas de depuración de aguas residuales urbanas o en aguas industriales de carácter orgánico.
- Remineralización de agua desalinizada: La adición de cal permite realizar un acondicionamiento del agua desalinizada que puede ir desde un ajuste de pH y reducción de la agresividad, hasta la remineralización de las aguas por el aporte de calcio. La cal es imprescindible para el tratamiento final de las aguas procedentes de la desalinización del agua del mar puesto que aporta uno de los compuestos nutricionales básicos - el calcio - y es necesaria para el mantenimiento del equilibrio cal-carbónico, con el fin de evitar incrustaciones o corrosiones.

- Depuración de gases: La cal, dependiendo del proceso, es el desulfurante más rentable y natural que elimina el anhídrido sulfuroso y otros gases ácidos (HCl, HF y NOx) de los humos industriales de incineradoras de residuos sólidos urbanos, de centrales térmicas y de la industria en general. La cal también se emplea para eliminar los compuestos orgánicos persistentes (COP) como son dioxinas y furanos, y metales pesados de incineradoras municipales e industriales.

- Tratamiento de residuos: La cal se emplea, además de como integrante de diversos tratamientos químicos, como agente para prevenir los malos olores y la contaminación de las aguas por la lixiviación.

- Tratamiento de suelos contaminados: Las técnicas empleadas en el tratamiento de suelos contaminados se agrupan de la manera siguiente:

1. Fisicoquímicos
2. Estabilización - solidificación
3. Biológicos
4. Térmicos

En el tratamiento o método físico-químico (que constituye un proceso de transformación del residuo mediante la adición de una serie de compuestos químicos para alcanzar el objetivo deseado), la cal se utiliza en las técnicas de neutralización, precipitación y decloración.
Con respecto a la técnica de estabilización / solidificación (cuyo principal objetivo es reducir la movilidad y solubilidad de contaminantes presentes en el suelo, disminuyendo su toxicidad y eliminando su lixiviación), existe una variante denominada “Solidificación con cal y materiales puzolánicos”.

### Agricultura
Los usos en la agricultura son:
- Enmienda: Se utiliza para mejorar las características de los suelos agrícolas: acidez, porosidad y actividad biológica del suelo.

- Fertilizante: Aporta el calcio que es un nutriente para las plantas.

- Compost: Se emplea en la obtención de compost a partir de residuos agrarios, agroindustriales y urbanos.

- Biocida: Se puede utilizar como biocida cuyo fin es destruir, contrarrestar, neutralizar, impedir la acción o ejercer el control de otro tipo, sobre cualquier organismo nocivo por medios químicos o biológicos.
- Tratamientos fitosanitarios: Se utiliza en la preparación del caldo bordelés, al objeto de neutralizar el pH ácido de la disolución de sulfato de cobre, que causaría quemaduras a las hojas y tallos de las plantas. El caldo bordelés es un fungicida usado para evitar o curar las enfermedades por hongos, como mildiu de la vid, roña o moteado del peral y manzano, lepra del melocotonero, etc.

- Alimentación animal: La cal se utiliza como reactivo, por su alta velocidad de reacción, para la elaboración de jabones cálcicos destinados a la fabricación de aditivos y derivados de pienso animal.

Además, la cal se utiliza en suelos ácidos (subiendo su pH y aportando calcio como nutriente), modificando la composición de las praderas, permitiendo que se desarrollen especies leguminosas que presentan mejor digestibilidad para el ganado y mayor contenido proteico. Esta operación en suelos ácidos permitirá que en su composición florística aparezcan una serie de especies, entre ellas las alfalfa, reconocida por la mayor parte de los ganaderos como la reina de las forrajeras.

## Aspectos relacionados con la salud y la seguridad
- El hidróxido de calcio presenta toxicidad aguda vía oral, cutánea, o por inhalación. La sustancia se clasifica como irritante para la piel y para las vías respiratorias, e implica un riesgo de grave daño ocular.
- No es combustible en estado puro, pero sin embargo disuelto en agua reacciona con el aluminio generando hidrógeno gaseoso, el cual es altamente inflamable, mediante la siguiente reacción: {\displaystyle {\ce {2Al + Ca(OH)2 + 6H2O -> Ca[Al(OH)4]2 + 3H2}}}

- Respecto a la reactividad, en medio acuoso se disocia formando cationes de calcio y aniones hidróxido.